# جزیره بوکا

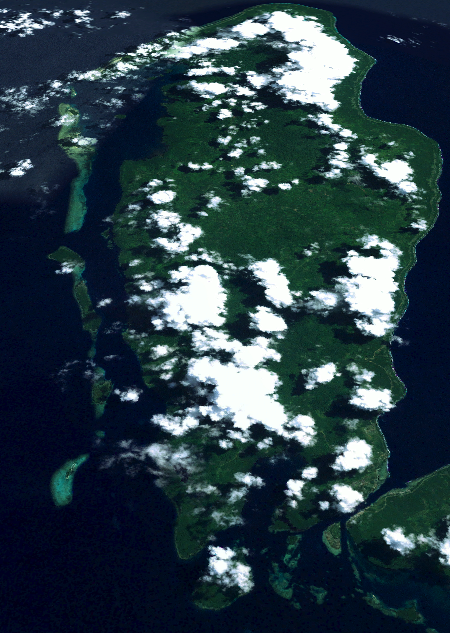
جزیره بوکا از فضا

جزیره بوکا (انگلیسی: Buka Island) دومین جزیره بزرگ منطقه خودمختار بوگن‌ویل در شرق پاپوآ گینه نو است. این جزیره در شهرستان بوگن‌ویل شمالی واقع شده‌است. شهر بوکا در این جزیره، مرکز منطقه خودمختار و شهرستان بوگن‌ویل به‌شمار می‌رود.
این جزیره توسط گذرگاه باریک بوکا از ساحل شمال‌غربی جزیره بوگن‌ویل جدا شده و مساحت آن حدود ۵۰۰ کیلومتر مربع است.